# 西川治
西川 治（にしかわ おさむ、1925年6月16日 - 2019年11月2日）は、日本の人文地理学者、東京大学名誉教授。瑞宝中綬章受章。

## 来歴
東京市本郷区（現東京都文京区）に生まれる。1944年、第一高等学校理科卒業。1947年、東京帝国大学理学部地理学科卒業、同副手。1949年,
助手。1955年から1958年まで西ドイツのボン大学に留学。1958年、東京大学教養学部助教授。1961年、「日本における自然地域の変貌」で東京大学理学博士。1971年、教授。1986年、定年退官、名誉教授、立正大学教授。1996年、退職。
その後も、富士学会名誉会長などを務めていた。2005年、瑞宝中綬章受章。
2019年11月2日13時38分、急性腎不全のため東京都多摩市の病院で死去。94歳没。死没日をもって従四位に叙される。

## 著書
- 『人文地理学入門 思想史的考察』東京大学出版会 1985
- 『地球時代の地理思想 フンボルト精神の展開』古今書院 1988
- 『農村のヒューマンエコロジー』古今書院 1996
- 『日本水土考の余滴 風土路人の尋牛録』デマンド 1999
- 『日本観と自然環境 風土ロジーへの道』暁印書館 2002
- 『地球人の地図思考 世界地図博物館創設を願って』暁印書館 2005
- 『還暦後の悦生集』太虚学人編 私家版 2009

### 共編著
- 『地理学と教養 人文地理学とその周辺』河辺宏、田辺裕共編 古今書院 1971
- 『地理学と世界 人文地理学とその周辺』河辺宏、田辺裕共編 古今書院 1971
- 『人文地理学 内外からみた日本像』 旺文社(テレビ大学講座) 1982
- 『人文地理学』放送大学教育振興会 1985
- 『日本の自然』奈須紀幸共著 放送大学 1986
- 『人文地理学の基礎 世界の中の日本像』 放送大学 1990
- 『総観地理学講座 1 地理学概論』 朝倉書店 1996

### 翻訳
- マイケル・アルフォード・アンドリュース『図説ヨーロッパの誕生 ユーラシア大陸と西洋文明』（監訳）東洋書林 1998
- ダグラス・ボッティング『フンボルト 地球学の開祖』前田伸人共訳 東洋書林 2008